# 品川エトワール女子高等学校
品川エトワール女子高等学校（しながわえとわーるじょしこうとうがっこう）は、東京都品川区南品川五丁目にある私立の高等学校。全日制普通科の中に五つのコースを擁する。運営者は学校法人藤華学院。2000年までの校名は町田学園女子高等学校。

## 概要
本校には次の5コースがある。
キャリアデザインコース
2年次からの履修科目に各教科で「自由選択科目」を設定し、自分の進路や興味、関心に合わせた科目を履修することが可能。
国際キャリアコース
英語ネイティブ教員と日本人教員の2人担任制とし、英語学習を中心に異文化理解や中国語を学習する。
マルチメディア表現コース
デザインやデッサンの基礎を学んだ上で、コンテンツ制作の実習を通して専門技術を習得する。
ネイチャースタディコース
園芸・健康・生活空間のデザイン・環境を探究する。
保育コース
保育を基礎から学び、隣接するエトワール幼稚園で実習を行う。

## 施設
- マルチメディア情報教室
- ダンススタジオ
- 調理室
- 被服室
- カフェテリア（テラス席付き）
- 校庭（全面人工芝）

校舎はバラエティー番組などの撮影に使用されることがある。
千葉県の岩井と長野県の軽井沢に校外施設が設置されており、サマースクールや部活動の合宿所として利用している。

## 沿革
- 1934年（昭和9年）9月19日 - 町田報徳学舎（男子商業学校）として設立
- 1950年（昭和25年）4月 - 町田学園女子高等学校（普通科の女子高等学校）となる
- 1956年（昭和31年） - 商業科を設置
- 1989年（平成元年）7月 - 岩井研修寮が完成
- 1991年（平成3年） - アメリカ・カリフォルニア州のバレークリスチャン・ハイスクールと姉妹校提携
- 1992年（平成4年） - 中国・北京市の北京幼児師範学校と姉妹校提携
- 1997年（平成9年）6月 - 軽井沢国際研修寮が完成
- 1999年（平成11年） - 新校舎、及び体育館完成
- 2000年（平成12年）4月 - 現在の校名に改称
- 2001年（平成13年） - 制服を改定
- 2005年（平成17年）9月 - 早稲田大学空間科学研究所と「マルチメディア表現コース」に係る提携・協力契約
- 2006年（平成18年）4月 - 「マルチメディア表現コース」設置
- 2008年（平成20年）
  - 4月 - 「国際コース」（現・「国際キャリアコース」）設置
  - 10月 - イギリスのクイーンマーガレットスクールと姉妹校提携
- 2014年（平成26年）9月 - 学園創立80周年記念式典挙行
- 2015年（平成27年）4月 - 制服のデザインをリニューアル
- 2018年（平成30年）4月 - 新校舎完成。「ネイチャースタディコース」設置
- 2019年（平成31年）3月 - 恵泉女学園大学と「ネイチャースタディコース」に係る教育連携協定を締結
- 2020年（令和2年）4月 - 法人名を「学校法人藤華学院」に変更
- 2021年（令和3年）4月 - 「保育コース」設置

## 交通
- JR京浜東北線、東急大井町線、東京臨海高速鉄道りんかい線大井町駅下車より徒歩6分
- 京急本線青物横丁駅下車より徒歩2分
- 東急バス 渋41・井50・品94 青物横丁下車、徒歩1分[7]

## 主な卒業生
- 瀬川瑛子 - 歌手
- MAKO - 女性アーティスト（Bon-Bon Blanco元リーダー）
- 石村舞波 - 元Berryz工房メンバー
- 戸邉香奈実 - ガールズケイリン選手[8]